# Obserwatorium Astronomiczne Uniwersytetu im. Adama Mickiewicza w Poznaniu
Obserwatorium Astronomiczne Uniwersytetu im. Adama Mickiewicza w Poznaniu – obserwatorium astronomiczne należące do Uniwersytetu im. Adama Mickiewicza w Poznaniu, zlokalizowane w Poznaniu przy ul. Słonecznej 36, na Pogodnie na osiedlu samorządowym Grunwald Południe.

## Historia
Pierwsze obserwatorium astronomiczne z gabinetem fizycznym w Poznaniu założył Józef Feliks Rogaliński w latach 60. XVIII wieku. Prowadził w nim publiczne wykłady dla mieszkańców miasta.
W 1906 roku rektor pruskiej Akademii Królewskiej w Poznaniu (Königliche Akademie zu Posen) zaproponował zorganizowanie w Poznaniu obserwatorium astronomicznego i zwrócił się z prośbą o wykonanie tego zadania do Kazimierza Graffa, znanego polskiego astronoma pracującego w obserwatorium Hamburg-Bergedorf. Graff odmówił wówczas wykonania zadania, jednak przez pewien czas współpracował z rektorem Akademii, m.in. pomagając w zakupach sprzętu (refraktora 9,5 cm, chronometru i chronografu). Przedmioty te później zostały przekazane prof. Alfredowi Denizotowi, kierownikowi Zakładu Fizyki Uniwersytetu Poznańskiego. 
W 1919 roku, po formalnym powstaniu polskiego Uniwersytetu w Poznaniu, rektor Heliodor Święcicki ponownie zaproponował Kazimierzowi Graffowi zorganizowanie uczelnianego obserwatorium astronomicznego i objęcie jego kierownictwa. Graff przyjął propozycję i rozpoczął intensywne prace organizacyjne. Na główną siedzibę placówki wybrał (znajdującą się wówczas w odległości 2 km od granic miasta) „Willę Górczyn” przy ul. Palacza 63, zaproponował też zlokalizowanie instrumentów obserwacyjnych 30 km za miastem, na morenowych wzgórzach Mosiny (do czego nigdy nie doszło z przyczyn finansowych). Dokonywał zakupów rozmaitych przyrządów astronomicznych i książek, przekazał też Uniwersytetowi znaczną część własnych zbiorów bibliotecznych. 
W 1920 roku, po wybuchu wojny polsko-sowieckiej, sytuacja finansowa Uniwersytetu znacznie się pogorszyła, co bardzo utrudniło prace organizacyjne przy nowo powstającym obserwatorium. Piętrzące się problemy, a także ulgi proponowane Graffowi przez Uniwersytet Hamburski (m.in. w postaci zwolnienia z zajęć dydaktycznych) spowodowały, że w 1921 roku ostatecznie odmówił on przyjęcia funkcji kierownika obserwatorium poznańskiego (jednak mimo to aktywnie pomagał później w organizacji obserwatorium swojemu następcy). 
Jesienią 1921 roku, dzięki rekomendacji prof. Tadeusza Banachiewicza, do objęcia stanowiska zastępcy profesora astronomii oraz kierownika nowo powstającego obserwatorium został zaproszony Bohdan Zaleski, przybyły z obserwatorium w Mikołajowie (obecnie na terenie Ukrainy). 15 stycznia 1922 roku oficjalnie objął on kierownictwo placówki. W tymże roku otwarto tam pierwsze studia astronomiczne (5 osób). Badania prowadzone w obserwatorium skupiały się wówczas przede wszystkim na astrometrii. 
Bohdan Zaleski zmarł w 1927 roku. Po jego śmierci do 1929 roku funkcję kierownika pełnił zatrudniony na etacie asystenta Stanisław Andruszewski. W 1929 kierownictwo objął dr hab. Józef Witkowski z Obserwatorium Astronomicznego Uniwersytetu Jagiellońskiego w Krakowie. Od tej chwili nastąpił dynamiczny rozwój placówki. Tematyka badawcza poszerzona została o komety, gwiazdy zaćmieniowe i zakrycia gwiazd. Obserwatorium wzbogaciło się o refraktor Zeissa 200/3000 i zegar astronomiczny Riefflera (sprowadzone z prywatnego obserwatorium astronomicznego Władysława Szaniawskiego w Przegalinach) oraz zegar Shortta (najdokładniejszy istniejący w tamtych czasach zegar mechaniczny). Jesienią 1929 roku Obserwatorium Poznańskie brało udział w międzynarodowej kampanii długościowej organizowanej przez Komitet Geodezyjny Państw Bałtyckich (pomiary wykonywane były w Poznaniu i Rydze). Od 1932 roku zakres badań naukowych poszerzył się o mechanikę nieba, m.in. zagadnienia związane z pochodzeniem komet.
W okresie II wojny obserwatorium kontynuowało działalność naukową. Prawie cały polski personel (z wyjątkiem kilku pracowników obsługi) zastąpiono niemieckim. Kierownikiem placówki został dr Joachim Stobbe (jeden z pionierów fotometrii planetoid), a od połowy 1942 roku Harald Fischer (Stobbe zmarł po operacji w Berlinie na początku 1943 roku.
Po zakończeniu wojny w 1945 roku kierownictwo ponownie objął prof. Józef Witkowski. Kierował on obserwatorium do 1962 roku. W latach 1962–1967 rolę tę pełnił prof. dr Fryderyk Koebcke (uczeń prof. Witkowskiego). Był teoretykiem z zakresu mechaniki nieba. Od 1967 do 1990 placówką kierował prof. dr hab. Hieronim Hurnik, a następnie (do 1998) prof. dr hab. Krystyna Kurzyńska i (do końca sierpnia 2016 roku) prof. dr hab. Edwin Wnuk (były prezes Polskiego Towarzystwa Astronomicznego). 1 września 2016 roku dyrektorem została prof. UAM dr hab. Agnieszka Kryszczyńska.

## Status obecny i osiągnięcia
W chwili obecnej (marzec 2013) placówka jest samodzielnym instytutem w strukturze Wydziału Fizyki UAM. Zatrudnia 35 pracowników. 
Tematyka badawcza Obserwatorium obejmuje:

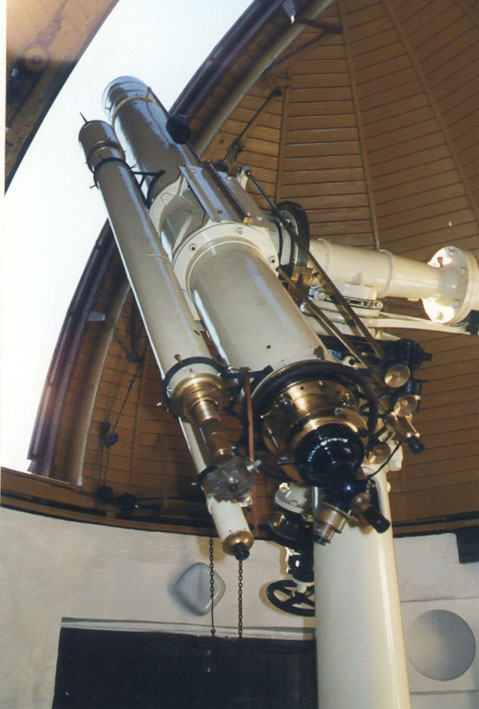
Zabytkowy refraktor Zeissa 200/3000mm

- dynamikę sztucznych satelitów Ziemi (ewolucja orbit SSZ, zagadnienia związane z problemem śmieci kosmicznych)
- dynamikę małych ciał Układu Słonecznego (ewolucja orbit rojów meteoroidowych, pochodzenie komet i perturbacje w ich ruchu, obłok Oorta)
- fizykę planetoid (obserwacje fotometryczne planetoid, analiza parametrów ich rotacji, wyznaczanie ich modeli fizycznych z krzywych zmian blasku i obserwacji zakryć gwiazd). Badania planetoid stanowią wieloletnią tradycję poznańskiego Obserwatorium. Jednym z pierwszych ważniejszych osiągnięć było odkrycie planetoidy (1572) Posnania (22 września 1949). W dowód uznania dla trójki poznańskich astronomów, pracujących obecnie w Obserwatorium, trzy bezimienne wcześniej planetoidy otrzymały nazwy: Michałowski, Kwiatkowski, Kryszczyńska
- astrofizykę gwiazdową (obserwacje spektroskopowe gwiazd podwójnych i pulsujących, wyznaczanie prędkości radialnych).

Większość obserwacji o charakterze naukowym wykonywana jest obecnie przy użyciu instrumentów znajdujących się poza Poznaniem, w odległym o ok. 20 km Borówcu pod Kórnikiem oraz w obserwatorium Winer, AZ, USA.
Oprócz działalności stricte naukowej Obserwatorium prowadzi też działalność popularyzatorską, w ramach której m.in. przyjmowane są wycieczki szkolne, organizowane są comiesięczne wykłady otwarte, a także różnego rodzaju okazjonalne imprezy o podobnym charakterze (Dni Otwartych Drzwi, Noc Naukowców itp.)
Wyposażenie Obserwatorium stanowią:

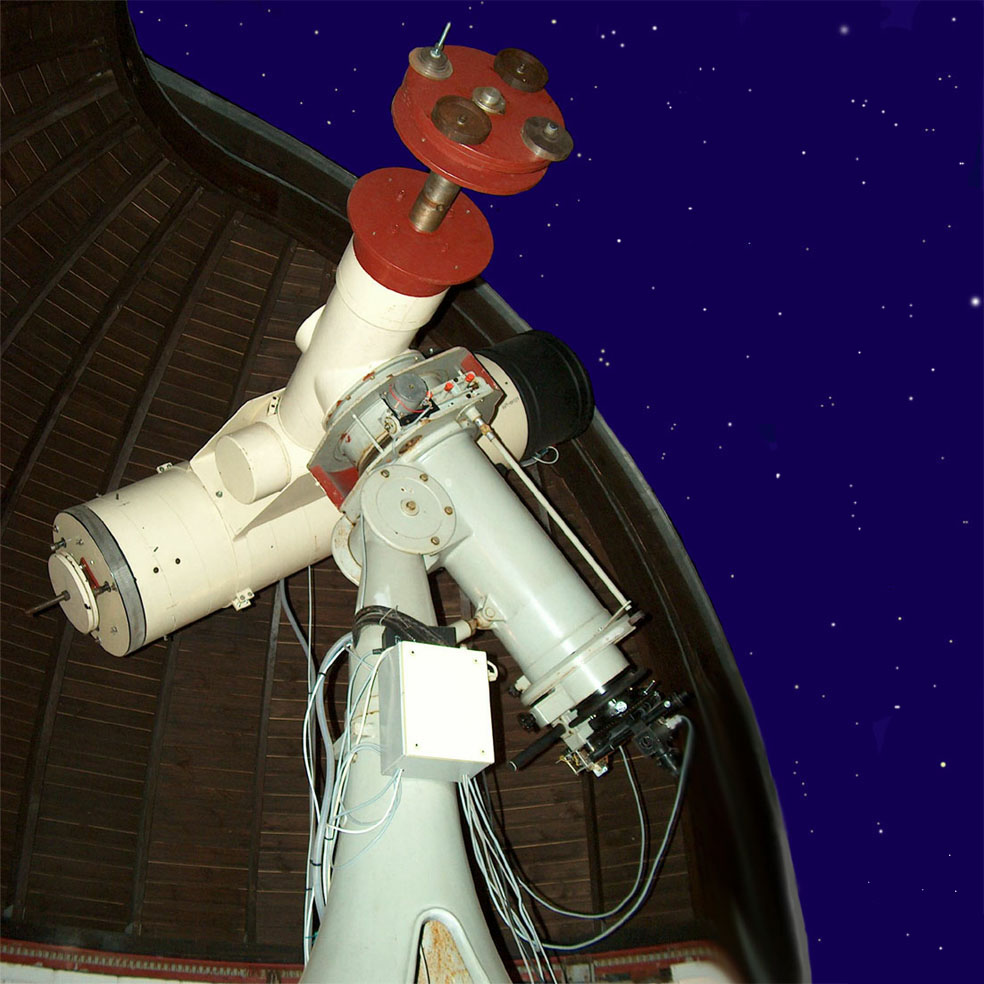
Teleskop fotometryczny 0,4m

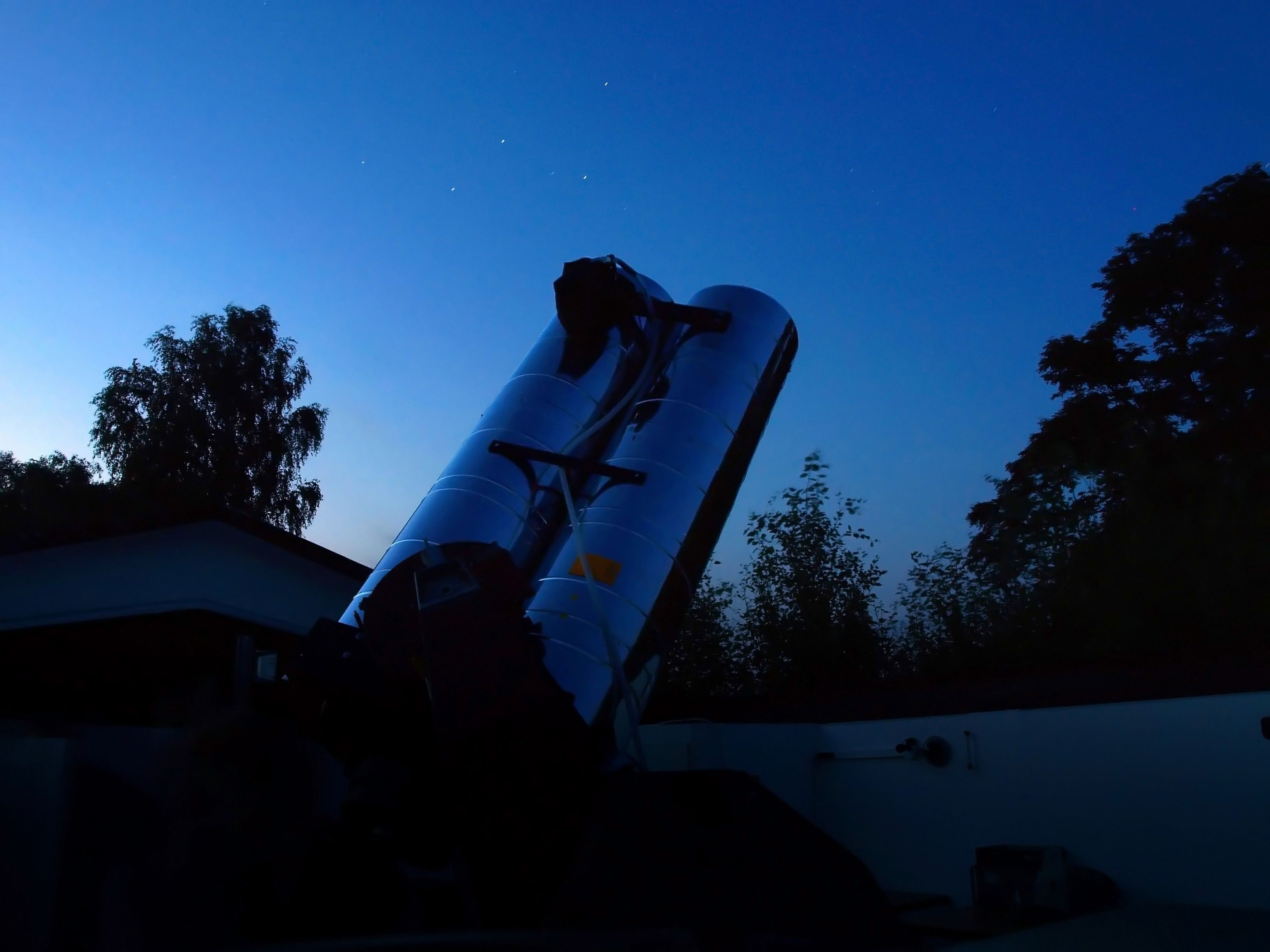
Teleskop spektroskopowy 2 x 0,5m "PST1"

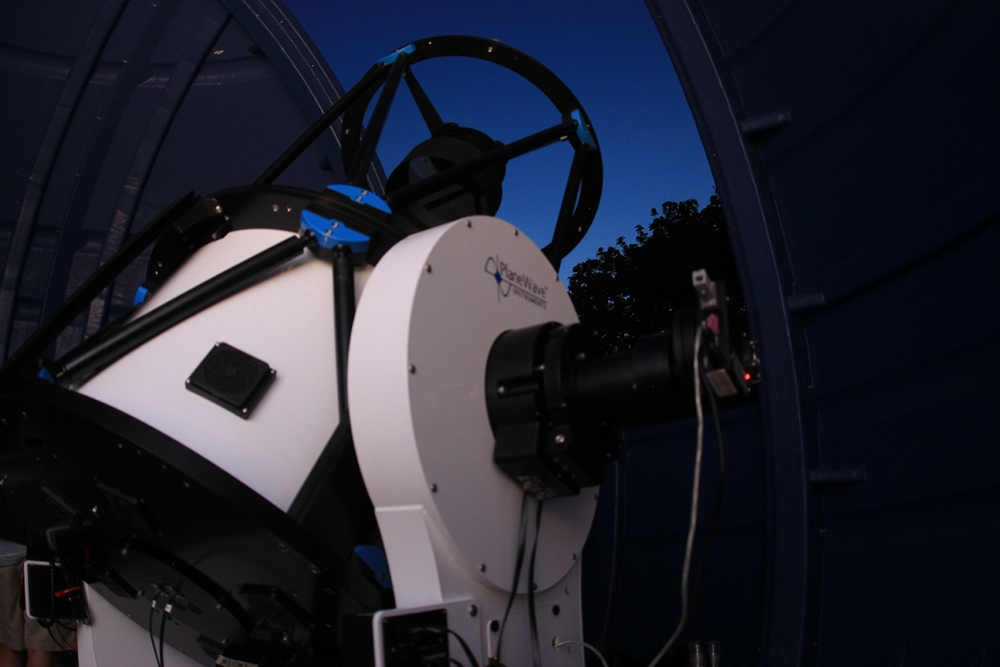
Teleskop spektroskopowy 0,7m "PST2"

- Poznański Teleskop Fotometryczny – reflektor Newtona o średnicy zwierciadła 400 mm z kamerą CCD SBIG ST-8 (znajdujący się w Stacji Astronomicznej w Borówcu pod Kórnikiem)
- Poznański Teleskop Spektroskopowy 1 (PST1) – podwójny reflektor Newtona o średnicy zwierciadeł 2 x 500 mm, współpracujący ze światłowodowym spektrografem echelle R=35000 i kamerą CCD Andor DZ-436 (w Stacji Astronomicznej w Borówcu)
- Poznański Teleskop Spektroskopowy 2 (PST2) – reflektor Dall-Kirkham o średnicy zwierciadła 700 mm, współpracujący ze światłowodowym spektrografem echelle R=40000 i kamerą CCD Andor iKon-L. Od października 2013 znajduje się na terenie Winer Observatory w Arizonie (USA), gdzie pracuje sterowany zdalnie poprzez sieć Internet
- Poznański Teleskop Satelitarny 3 (PST3) - zespół pięciu teleskopów, z których główny to reflektor Dall-Kirkham o średnicy zwierciadła 700 mm z kamerami s CMOS: Andor Zyla 5.5 i FLI Kepler 4040. Znajduje się na terenie Ostoi Ciemnego Nieba w Chalinie koło Sierakowa
- reflektor Cassegraina o średnicy zwierciadła 350 mm, znajdujący się w Poznaniu (pod kopułą na głównym budynku Obserwatorium)
- Reflektor Ritcheya-Chrétiena Meade RCX-400 o średnicy zwierciadła 350 mm (w Poznaniu na terenie parku przy Obserwatorium)
- zabytkowy refraktor Zeissa 200/3000 mm (w Poznaniu na terenie parku przy Obserwatorium)
- kilka mniejszych instrumentów, używanych głównie do celów dydaktycznych.

Oprócz tego w Obserwatorium znajduje się kilka nieużywanych już, zabytkowych instrumentów obserwacyjnych (m.in. koło południkowe Repsold i instrument przejściowy Ertel), oraz zabytkowych zegarów astronomicznych. Wśród zegarów najcenniejszym zabytkiem jest w pełni sprawny zegar Shortta nr 30. W latach 1922–1956 na świecie wyprodukowano około 100 takich zegarów, z czego w Polsce do dziś zachowały się cztery egzemplarze (wśród nich dwa sprawne – stan na 10 marca 2013).

## Siedziba (dwór Palaczów)
Siedzibą obserwatorium jest zbudowany około 1880 roku dwór oraz skrzydło z dachem dwuspadowym. Do narożnika przylega wieża przystosowana do celów obserwacyjnych (kopuła ze sprzętem astronomicznym). Historia dworu jest nietypowa dla Wielkopolski – nigdy nie był on siedzibą szlachecką ani magnacką. Należał do zamożnej rodziny chłopskiej – Palaczów (m.in. Jana), którzy nie tylko efektywnie gospodarowali (majątek osiągnął 130 ha), ale także charakteryzowali się silną polską postawą patriotyczną. W 1896 roku majątek był w posiadaniu dra Ludwika Rekowskiego, który sprzedał go w 1902 roku Maxowi Johowowi (twórcy tzw. Johow-Gelände), a ten z kolei przekazał go Komisji Kolonizacyjnej. Po I wojnie światowej budynek przeszedł na własność polskiego Urzędu Osadniczego, od którego zakupił go (na cele społeczne) proboszcz parafii łazarskiej, ksiądz Maliński. Na prośbę ówczesnego rektora Uniwersytetu Poznańskiego zrzekł on się jednak prawa pierwokupu i odstąpił obiekt Uniwersytetowi. W ramach adaptacji budynku na obserwatorium na początku lat dwudziestych podwyższono wieżę i umieszczono na niej kopułę obserwacyjną, a następnie do głównej części budynku dobudowano piętro, przykryte trójspadowym dachem..

## Dojazd
Dojazd w pobliże obserwatorium zapewniają autobusy MPK Poznań linii 169, do przystanku Tęczowa (dalej dojście 300 m ulicą Tęczową).